# Bacchu-ber

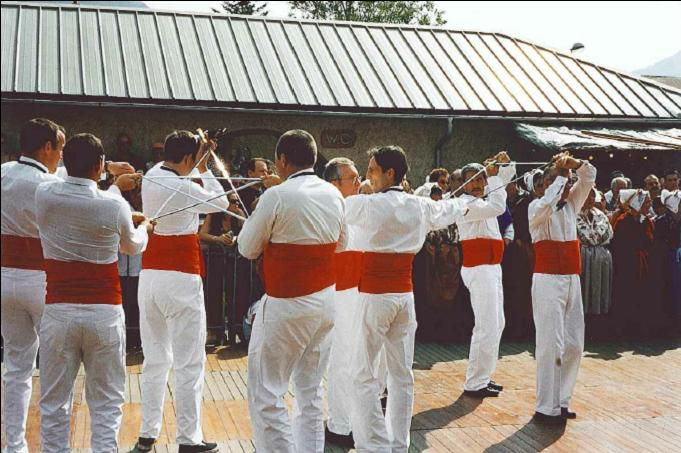
El Bacchu-ber, el 16 de agosto de 2003.

El bacchu-ber es una danza tradicional de espadas del barrio de Pont de Cervières de la ciudad de Briançon (Altos Alpes, Francia), cuyo origen remonta a varios siglos (los primeros datos escritos que tenemos son de 1730). Único en Francia, este baile es uno de los pocos en haber atravesado los siglos. Se baila una vez al año: el 16 de agosto, día de la San Roque (1340-1379), patrón del barrio de Pont-de Cervières.

## Origen
Es casi imposible determinar los orígenes: se evocan danzas célticas, galas, romanas, griegas, de Flandes, etc … Puede haber una vinculación con el dios del vino Baco por la similitud de ortografía, pero no hay ninguna certidumbre. El nombre también puede provenir del occitano "bal cubèrt" (-l y -t finales no se pronuncian en el habla local) como "baile cubierto", pero persiste la duda en cuanto a la etimología de la palabra.
Según algunos autores, San Roque era implorado en tiempos de epidemias de peste, siendo los supervivientes de la peste quienes eligieron a San Roque como protector del barrio. Sin embargo no se tienen informaciones que digan que se hicieran promesas de ir a bailar.

## Descripción
Son 9 hombres vestidos por completo de blanco , menos un lazo negro muy pequeno alrededor del cuello, una faja roja y zapatos negros. Bailan formando un círculo, se saludan y dibujan formas geométricas con sus espadas.
Cada hombre coge el extremo de la espada de otro y el pomo de la suya al mismo tiempo. Cada uno se desplaza con ritmo, arrastrando los pies (una serie de 3 pasos). Levantando las espadas, pasando los unos debajo de los otros, y dibujando varias formas, como 3 triángulos + una estrella, dos rectángulos, una estrella + un triángulo etc ...

La figura inicial, llamada la “lève”, se compone de un círculo de bailadores, teniendo a uno de ellos en el centro con las espadas colocadas alrededor de su cuello. Todos los bailadores se ponen de rodillas y se levantan varias veces, todos al mismo tiempo. 

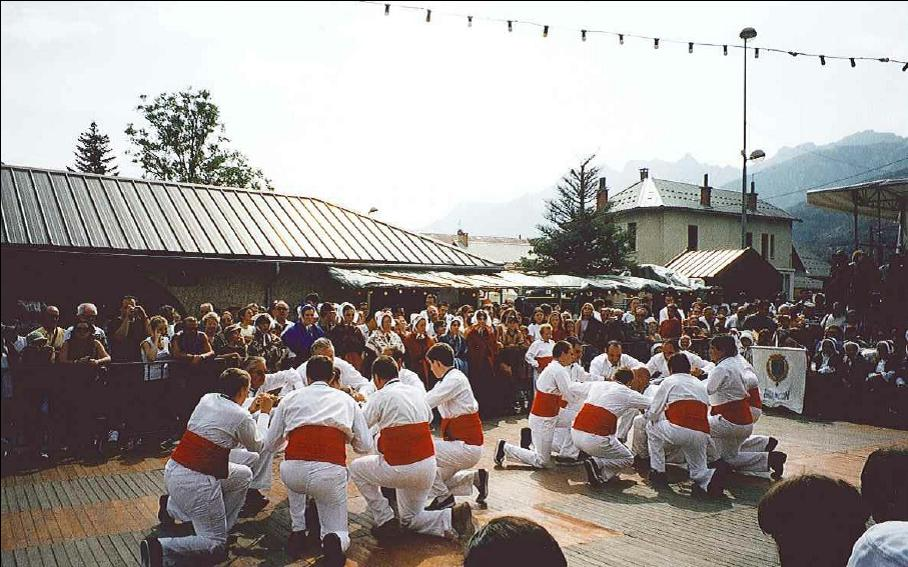
El Bacchu-Ber, la Lève, el 16 de agosto de 2003.

Durante el verano 1936, el presidente francés Albert Lebrun estuvo en una representación del Bacchu-Ber.
Durante las dos guerras mundiales, el Bacchu-Ber no fue bailado.
Para el aniversario del Bacchu-Ber, en 2003, excepcionalmente fueron 2 círculos de 9 hombres los que bailaron, en lugar de uno como es habitual.

## La cantinela que acompaña el baile
El baile es acompañado por la “dratanla”, que se parece más a una cantinela que a un verdadero canto.
Unas diez mujeres cantan, vestidas con el traje de Pont-de-Cervières. Normalmente las mujeres están sentadas en un banco, pero también pueden estar de pie. El traje folclórico se compone de un gorro blanco que se ata debajo de la barbilla, un corpiño cubierto por un mantón, y una falda larga fruncida en la cintura de color antracita con pequeños dibujos provenzales. El delantal se ata delante para sujetar el mantón. Ver la foto del traje tradicional y la foto de un ensayo del baile en 1909.
Letra aproximativa
La dratanla la dra, la dratanla, la
La dratanla, la dra, la dratanla,
Et dralala, la dratanla, la dra la,
La dratanla, la dratata la dra,
La dratanla, la dra,
La dratanla, la dratanla, la dra, la dra.

## Lugares del baile
Se baila dos veces sobre un escenario de madera. Cada vez dura aproximadamente 20 minutos. La primera representación tiene lugar en la parte alta del pueblo de Pont de Cervières, plaza de la iglesia (donde se encuentra la iglesia de San Roque y San Marcelo). Después los danzantes, cantantes y espectadores van bajando la calle Bacchu-ber para llegar a la plaza Jean Jaurès donde vuelve a ser ejecutada.
Anteriormente el baile se bailaba 3 veces.

## Asociaciones
La sociedad de admiradores del Bacchu-ber administra la organización de Bacchu-ber, que fue fundada en 1935. El presidente es Fréderic Arnaud.

## Adaptaciones
Adaptación en 2000 por el grupo Malicorne en el quarto album 'Nous sommes chanteurs de sornettes', título Le Bacchu-ber.